# Eulachus semifuliginosus
Eulachus semifuliginosus is een keversoort uit de familie somberkevers (Zopheridae). De wetenschappelijke naam van de soort werd in 1864 gepubliceerd door Louis Alexandre Auguste Chevrolat.